# Перейра, Хайр
Хайр Эстуа́рдо Пере́йра Родри́гес (исп. Jair Estuardo Pereira Rodríguez; родился 7 июля 1986 года в Куаутла, Мексика) — мексиканский футболист, защитник клуба «Керетаро» и сборной Мексики.

## Клубная карьера
Перейра воспитанник клуба «Крус Асуль». С 2008 по 2011 году он выступал за фарм-клуб «Крус Асуль Идальго». 4 августа 2011 года в матче против «Пачуки» он дебютировал в мексиканской Примере. 5 февраля 2012 года в поединке против «Хагуарес Чьяпас» Перейра забил свой первый гол за клуб. В том же сезоне Хайр помог команде занять второе место в чемпионате.
В начале 2014 года Перейра перешёл в «Гвадалахару». 13 января в матче против «Хагуарес Чьяпас» он дебютировал за новый клуб. 27 октября в поединке против «Тихуаны» Хайр забил свой первый гол за «Гвадалахару». В 2017 году он помог клубу выиграть чемпионат. В 2018 году Перейра стал победителем Лиги чемпионов КОНКАКАФ.

## Международная карьера
В 2013 году Перейра попал в заявку сборной Мексики на Золотой кубок КОНКАКАФ. В матче против сборной Панамы он дебютировал за национальную команду.
В 2017 году Перейра стал бронзовым призёром Золотого кубка КОНКАКАФ. На турнире он сыграл в матчах против Кюрасао, Гондураса и Ямайки.

## Достижения
- Чемпион Мексики (1): Клаусура 2017
- Обладатель Кубка Мексики (3): Клаусура 2013, Апертура 2015, Клаусура 2017
- Обладатель Суперкубка Мексики (1): 2016
- Победитель Лиги чемпионов КОНКАКАФ (1): 2018
- Бронзовый призёр Золотого кубка КОНКАКАФ (2): 2013, 2017